# Virginia Grace
Virginia Randolph Grace (Nova Iorque, 1901 – Atenas, 22 de maio de 1994) foi uma arqueóloga americana, conhecida por seu trabalho ao longo da vida em ânforas e suas alças estampadas.
Como resultado deste trabalho, as ânforas e seus cabos estampados são agora úteis como uma ferramenta para datar contextos arqueológicos de perto e servem como um indicador primário para rastrear e entender o comércio antigo no Mar Mediterrâneo.
Seus arquivos de pesquisa são a base de um arquivo único de alças carimbadas (totalizando cerca de 150 000 registros) de todo o mundo antigo e aos quais os acadêmicos continuam a acrescentar.

## Vida pessoal e educação
Virginia Grace nasceu em 1901 na cidade de Nova Iorque  e é filha de Lee Ashley e Virginia Fitz-Randolph Grace, uma família confortável com seu pai envolvido na importação de algodão. Ela frequentou a Escola Brearley.
Ela frequentou o Bryn Mawr College, graduando-se em 1922, após ensinar inglês e matemática para alunos do ensino médio por vários anos. Em 1927 ela retornou a Bryn Mawr interpolando seus estudos com um ano na Escola Americana de Estudos Clássicos em Atenas e obtendo seu doutorado em 1934, trabalhando com cabos de ânfora estampados.
Além disso, em Bryn Mawr ela ficou noiva de um colega, embora eles não se casassem antes de sua morte (alguns anos antes de 1940). Ela morreu em Atenas, capital da Grécia, em 22 de maio de 1994.

## Carreira arqueológica
O trabalho de Grace incluiu a escavação de Pérgamo, Halai e tumbas em Lápito, no Chipre, e uma afiliação vitalícia com as Escavações Agora, começando em 1932. Em 1935, ela trabalhou nas escavações de Bryn Mawr Tarsus. Ela era uma pesquisadora visitante no Instituto de Estudos Avançados de Princeton e recebeu duas bolsas Guggenheim para avançar em sua pesquisa, a primeira em 1938. Ela trabalhou com o Departamento de Estado dos Estados Unidos, os escritórios de Assuntos Gregos da OSS em Istambul, Esmirna, Cairo e no Museu Arqueológico Nacional de Atenas.
Em 1989, ela foi premiada com a Medalha de Ouro do Instituto Arqueológico da América.